# Радомир Саичић
Радомир Саичић (Београд, 31. октобар 1961) српски је универзитетски професор, хемичар и академик. Редовни је професор на Хемијском факултету, катедра за органску хемију. Редовни је члан Српске академије наука и уметности од 8. новембра 2018. године, а пре тога је шест година, почевши од 1. новембра 2012. године био дописни члан САНУ на одељењу хемијских и биолошких наука.
Поред тога, члан је Српског хемијског друштва од 1984. у секцији за органску хемију, као и у секцији за медицинску хемију. Био је шеф Катедре за органску хемију у периоду једног четворогодишњег мандата, од 1999. до 2003. године. Почевши од 10. децембра 2020. године, председник је Етичке комисије и истовремено члан Комисије за израду стратегије научног развоја Хемијског факултета.
У лабораторији којом руководи Радомир Саичић, ради се на синтези природних производа, као што су таксол и његови деривати, који се примењују у хемотерапији.

## Биографија
Радомир Саичић је рођен у Београду, на Дорћолу, 31. октобра 1961. године од оца Николе Саичића, и мајке Јулке рођ. Димитријевић. Изјашњава се као Србин из Црне Горе, православац (крштен 1982. године у манастиру Ћелије) а неки од предака су му Лексо Саичић који се истакао у руско-јапанском рату у Манџурији, као и Мило Саичић, командант који се борио у балканским ратовима и у Првом светском рату. Отац Никола Саичић био је архитекта, професор Универзитета који је преминуо након инфаркта са 59 година, када је Радомир имао 24 године. Мајка је студирала класичну филологију, али није завршила студије. Има млађу сестру Анђу, која је попут њиховог оца, архитекта по струци.
Основну школу „Ослободиоци Београда” је завршио као одличан ученик, а упоредо је учио француски, свирање клавира, тренирао тенис и џудо. Још од основне школе, заволео је физику и хемију, а код куће је правио своју кућну библиотеку хемијске литературе и лабораторију. Завршио је Математичку гимназију, када је и почео да иде на такмичења из хемије и освојио прво место на републичком такмичењу.
Студије хемијских наука на Природно-математичком факултету (данас Хемијском факултету) је завршио у року, дипломиравши 1983. године. Током факултетских дана је почео да тренира аикидо, где су му учитељи били Јовица Станојевић и Велибор Весовић. Након дипломирања, запослио се као асистент приправник на истом факултету, код проф. Живорада Чековића на органским синтезама. Такође је уписао магистратуру, завршио 1987. године, за коју је добио Октобарску награду града Београда за студенте, за најбољи магистарски рад.
Магистарска теза, касније и докторска, тицала се области из слободнорадикалске хемије, коју му је предложио његов ментор проф. др Живорад Чековић. Иако је важио за строгог и ауторитативног професора, омогућио је Радомиру Саичићу доста слободе у свом раду, те су његови истраживачки и научни радови доста одступали од првобитних замисли професора.
Након тога, отишао је на служење војног рока и на своју иницијативу је био у Школи резервних официра Билећа, где му је командант био Миодраг Новокмен. Радомир Саичић је завршио као први у класи од око 600 људи. Ипак, определио се за цивилну, а не војну каријеру.
По завршетку војног рока, Радомир Саичић је приступио писању докторске дисертације, на тему синтезе циклопропана слободнорадикалским методама, завршио и одбранио ју је 1991. године. Будући да је то приступ синтези који на први поглед делује термодинамички неповољан, прве две године Радомир Саичић није имао успеха у свом раду. Тек након неколико година дошао је до извесних резултата и његов рад под називом Слободно-радикалске анелације 3-ексо- и 5-ексо- циклоадиционе реакције алкенил радикала је био запажен у научној јавности.
У међувремену, постао је асистент на Природно-математичком факултету, 1989. године, уместо до тада асистента приправника. Исте године се и развео од своје супруге Снежане. Постдокторске студије, које су му биле у плану, није почињао будући да је почео рат, те је био позван на ратиште као командир стрељачког вода, где је провео пар месеци без жртви у својој чети.
Након повратка са ратишта, упознао је Биљану и оженио се по други пут, која му је супруга и до данас.
Године 1995. је отишао у Француску на ЦНРС (Национални институт за научна истраживања), на Институт за хемију природних производа, да би се 1996. године вратио у Србију, када се скућио у насељу Браће Јерковић, где и данас живи. Последњи пут је мобилисан током бомбардовања, 1999. године, у батаљон за специјална дејства.
Бављењем слободнорадикалском хемијом, Радомир Саичић је свакако наишао и на неке пехове. Наиме, у периоду истраживачког рада након завршеног доктората, није било познато како је могуће остварити асиметричну индукцију у реакцији. У циљу добијања оптички чистог молекула, биле се потребне хиралне колоне за HPLC, које је било готово немогуће набавити у доба деведесетих година у Србији. Др Радомир Саичић је након годину дана рада на томе, оставио то истраживање по страни, да би следеће године касније у часопису Америчког хемијског друштва, једном од најпрестижнијих научних часописа у хемији, била објављена три научна рада проф. Дерека Бартона, нобеловца, Бернда Гизеа и Дениса Карена (енгл. Dennis P. Curran) који су представили три приступа како је могуће остварити асиметричну индукцију. Један од њих био је истоветан претходном недовршеном раду др Радомира Саичића.
Руководилац је на пројектима финансираним од стране Фонд за науку Републике Србије, тзв. -19 пројекти, на тему терапије малим молекулским анти-РНК вирусима и примени иминошећера и аналога хлорокина против COVID-19. Као руководилац пројекта, на ком је заједно са колегама др Дејаном Опсеницом и Сандром Шеган, добио је средства у износу од 174,268.62 евра, што је у динарској противвредности 20,563,697.16 динара на име Хемијског факултета, Универзитет у Београду, Института за хемију, технологију и металургију, Универзитет у Београду, као и Иновационог центра Хемијског факултета у Београду. За потребе овог пројекта, тим истраживача из Београда започео је сарадњу колегама са Института „Пастер” у Паризу, чији су стручњаци до сада освојили десет Нобелових награда.

## Лични живот
Женио се два пута. Први пут са 22 године, пре него што је завршио факултет, колегиницом Снежаном са студија, али након шест година су се развели. Други пут, са Биљаном, са којом је још увек у браку.
Реакцију и свој лични став на одузимање благослова епископу Максиму Васиљевићу, редовном професору Православног богословског факултета, као и доценту за држање наставе Марку Вилотићу од стране Светог архијерејског синода изнео је у тексту у Политици – „Нема места инквизицији на универзитету”

## Награде и признања
- Награда града Београда за најбоље научно остварење у 2006. години (2007)[2];
- Медаља Српског хемијског друштва за прегалаштво и успех у науци (1995)[2];
- Октобарска награда града Београда за студенте (1987)[2].